# Łysienie rozlane
Łysienie rozlane (łac. alopecia diffusa) – trudny do zdiagnozowania stan chorobowy, objawiający się nadmierną utratą włosów. W przypadku łysienia rozlanego nie dochodzi do powstawania blizn. Sama dolegliwość nie ma również charakteru punktowego. Chorobie może jednak towarzyszyć zniekształcenie paznokci.

## Diagnoza
Diagnoza dolegliwości łysienia rozlanego może nastąpić na podstawie badania historii przypadków występujących w rodzinie oraz testów krwi (test na funkcjonowanie tarczycy, test na poziom żelaza), określenie poziomu cynku w surowicy, czynniku przeciwjądrowego przeciwciała miana, oraz serologia syfilisu. W przypadku niejasnej utraty włosów (dolegliwość bywa mylona z wczesnymi fazami łysienia androgenowego) konieczne jest wykonanie biopsji skóry głowy.

## Ostry przebieg choroby
Stan chorobowy przejawiający się nadmiernym wypadaniem włosów bez pozostawiania śladów po powstałych ubytkach. W przypadku ostrego przebiegu choroby objawy znikają z reguły po około trzech miesiącach od momentu wystąpieniu czynnika przyczyniającego się do wystąpienia łysienia. Stan ten jest charakterystyczny w przypadku okresu po urodzeniu dziecka, na co bezpośredni wpływ mają estrogeny. Inne przyczyny tego rodzaju łysienia to między innymi choroby gorączkowe, zmiana przyjmowanych leków, diety, przebyte operacje czy też doznania naznaczone silnym aspektem emocjonalnym.

## Chroniczne telogenowe wypadanie włosów
O chronicznym telogenowym wypadaniu włosów mowa jest w momencie, kiedy mimo upływu czasu przekraczającego okres sześciu miesięcy, stan włosów nie ulega poprawie, nawet z racji wyeliminowania czynnika wywołującego łysienie. W takim przypadku ciężko jest jednoznacznie wskazać przyczynę łysienia. Wśród najczęściej wskazywanych czynników wymienia się zazwyczaj niedobory składników pokarmowych (głównie żelaza), niedoczynność lub nadczynność tarczycy, toczeń, kiła.